# Martin van der Pütten
 Martin van der Pütten  (* 27. Oktober 1964) ist ein ehemaliger deutscher Fußballspieler.

## Karriere
Bevor van der Pütten 1982 zum SV Meppen wechselte, spielte er für Rasensport Börgermoor. In der Saison 1986/87 wurde der damals 22 Jahre alte Stürmer mit dem SV Meppen Meister der Fußball-Oberliga Nord und schaffte in der Aufstiegsrunde den Sprung in die 2. Fußball-Bundesliga. In insgesamt 175 Zweitligapartien für die Meppener in den folgenden Jahren kam van der Pütten auf 46 Tore.
1994 verließ er den SV Meppen, mit dem er in der 2. Liga zum Abschluss noch einmal den 7. Rang belegte, und wechselte zum VfL Herzlake in die Regionalliga Nord. Beim VfL Herzlake spielte er bis 1997 und wechselte anschließend zum SC Blau-Weiß Papenburg.
Zuletzt war Martin van der Pütten im Jahr 2010 Trainer des Kreisligisten Viktoria Elisabethfehn.